# بويفتسي
بويفتسي (بالبلغارية: Бобевци)‏ قرية تقع إدارياً ضمن بلدية غابروفو ‏ في بلغاريا. ويبلغ عدد سكانها 3 نسمة حسب تعداد 15 مارس 2015. تعتمد بويفتسي للبريد على الرمز البريدي 5300.